# Orthosia pallescens
Orthosia pallescens là một loài bướm đêm trong họ Noctuidae.